# Gabi Luncă
Gabi Luncă (nume real: Elena Gabriela Onoriu, etnie romă, n. 16 octombrie 1938, Vărbilău, România – d. 2 aprilie 2021, București, România) a fost o cântăreață de muzică populară și lăutărească din România. Din 1992 a cântat doar muzică religioasă. A fost cetățean de onoare al comunelor Șiria (județul Arad) și Vărbilău (județul Prahova). A fost misionară creștină și filantroapă. A murit pe 2 aprilie 2021.

## Biografie
S-a născut la data de 16 octombrie 1938 în comuna Vărbilău, județul Prahova, etnie romă, într-o familie cu șase copii. Când avea doar trei ani și jumătate, mama ei a murit. A fost crescută de o mamă vitregă care se purta foarte urât cu ea. Tatăl ei, Dumitru Luncă, a fost violonist în cadrul Orchestrei Armatei din Ploiești. 
Începe să cânte în anul 1951, alături de tatăl său iar după 1953 devine solista orchestrei de muzică populară a Clubului Muncitoresc din Băicoi. În 1955 începe colaborarea cu Ansamblul Folcloric al Clubului 1 Mai, Ploiești, dirijor fiind în perioada respectivă acordeonistul Sile Ungureanu.
Devine cunoscută încă de la 17 ani, când era angajată la Orchestra Flacăra Prahovei din Ploiești. Încă de atunci, artista și-a definit foarte clar genul muzical: muzica orășenească lăutărească. Doi ani mai târziu primește o telegramă din partea casei de discuri Electrecord, în care este invitată să înregistreze primul ei album, cu doar patru piese. Melodia de rezistență a fost „Dă-mi drumul nevastă-n casă.”
În perioada 1955 - 1957 are și câteva colaborări și cu Orchestra „Flacăra Prahovei" a Filarmonicii din Ploiești, dirijată de violonistul George Botez (fiul „diseur"-ului și tangoistului interbelic Titi Botez). 
În 1955 înregistrează prima dată la Radiodifuziunea Română, unde debutează cu melodia „Pe deasupra casei mele”, acompaniată de Orchestra de muzică populară Radio dirijată de Victor Predescu. 
În 1959 este invitată de Ionel Budișteanu să înregistreze primele trei piese la Electrecord: Am un pom în bătătură și M-am jurat că nu mai beau.  
Realizează numeroase alte înregistrări la Electrecord în perioada 1960-1965, apărute pe câteva ebonite și două discuri mici, colaborând cu importanți șefi de orchestră precum Nicu Stănescu, Zisu Georgescu sau Florian Economu.
În 1964 se căsătorește cu acordeonistul Ion Onoriu, alături de care începe să înregistreze din 1970. În perioada 1965 - 1972 continuă să înregistreze un EP și un LP cu frații Gore (în 1965, respectiv 1967) și două LP-uri cu orchestra condusă de violonistul Constantin Mirea, colaborând în această perioadă cu instrumentiști de prestigiu ca Nicolae Florian, Nicolae Vișan, Nicolae Crăciunescu și Marcel Budală.
Începând cu 1973 practic toate înregistrările de până la sfârșitul carierei sunt realizate alături de formația lui Ion Onoriu, orchestră căreia se alătură mai târziu clarinetistul Mieluță Bibescu, trompetistul Costel Vasilescu și țambalistul Toni Iordache. 
În 1980 are primul său concert în străinătate (Israel), urmând alte turnee, semnificative fiind cel din Berlin (1982) și cel din New York (1983). 
În 1982, Gabi Luncă a fost invitată de președintele României, Nicolae Ceaușescu, să cânte pentru membrii guvernului aflați în vacanță la Comorova.
În 1990, organizează împreună cu Ion Onoriu cel mai mare concert de muzică lăutărească urbană (mahala) din istoria României, pe stadionul Dinamo.
În 1992, alături de Ion Onoriu lansează primul album de muzică lăutărească-religioasă, prezentând-o în două turnee, în Paris și Madrid. Din 1993, Gabi Luncă nu a mai cântat decât la slujbele Bisericii Penticostale din București, retrăgându-se complet de pe scena muzicală lăutărească.

### Stilul interpretativ
Alături de Dona Dumitru Siminică, Romica Puceanu și Victor Gore, Gabi Luncă a aparținut generației „clasice” a muzicii lăutărești urbane (mahala). Aparținând celei de-a doua generații de interpreți ai muzicii de metisaj cultural între țigani și români (a treia după unii etnomuzicologi), ceea ce o făcea pe Gabi Luncă să strălucească au fost „vibratourile dulci”.  
A fost numită de fani „țiganca de mătase” și de critici muzicali „marea doamnă” a muzicii lăutărești, iar jurnalista germană Grit Friedrich, specialistă în cultura Europei de Est, concluzionează: „Vocea de argint a lui Luncă, cântecul său ușor încordat au fost de multe ori copiate, însă nimeni nu a reușit să o egaleze.“                                                       
Abia la finele anilor ’90 înregistrările de la Electrecord ajung în Marea Britanie și intră în atenția postului de radio BBC, cu albumul „Gabi Luncă - Sounds From A Bygone Age Vol. 5” (Cântece dintr-o altă vreme - n.r.). Această „grande dame” a muzicii lăutărești cucerește scena muzicii world, fiindcă interpretările sale au fost dintotdeauna considerate „ieșite din timp.“ În anul 2002 este nominalizată la Premiul The Listeners Award, acordat la categoria World music.

### Activitate religioasă
A refuzat cu îndârjire să mai cânte melodiile care au făcut-o celebră. Deși din anul 1992 cei doi soți s-au hotărât să cânte numai pentru Dumnezeu, în cadrul adunărilor religioase, la evanghelizări și emisiuni Radio-TV creștine, muzica populară și lăutărească pe care au interpretat-o mai bine de 30 de ani, a continuat să apară pe CD-uri, TV și internet. Casa de discuri Electrecord a solicitat-o pentru noi înregistrări. 
În ultimii aproape 30 de ani a fost misionar și a cântat chiar pentru deținuți, la orfelinate, căminele de bătrâni, pentru ajutorarea acestora fiind mereu în căutare de sponsori. 

### Activitate politică
A fost invitată la Palatul Cotroceni de Președintele României, Ion Iliescu, în anul 1991. A fost invitată la Palatul Cotroceni de Președintele României, Traian Băsescu, în anul 2008.
La Palatul Parlamentului, pe 2 septembrie 2007 a fost votată Președinta Camerei Naționale a Reprezentanților Rromilor. 
La alegerile europene din 23 noiembrie 2007, Elena-Gabriela Onoriu a deschis lista Partidei Romilor Pro-Europa.
A fost membru fondator al partidului politic Uniunea Națională Creștină a Romilor din România.